# Campionato mondiale maschile under 21 di pallavolo 2021
Il campionato mondiale maschile under 21 di pallavolo si è svolto dal 23 settembre al 3 ottobre 2021 a Cagliari e Carbonia, in Italia, e a Sofia, in Bulgaria: al torneo hanno partecipato sedici squadre nazionali under 21 e la vittoria finale è andata per la prima volta all'Italia.

## Impianti
|                                                                   |                                                                           |                                                                            |
|                                                                   |                                                                           |                                                                            |
| PalaPirastu Città: Cagliari Capienza: 2 266 Anno d'apertura: 1969 | Palazzetto dello Sport Città: Carbonia Capienza: 1 560 Anno d'apertura: - | Sportna Zala Levski Sofija Città: Sofia Capienza: 1 700 Anno d'apertura: - |

## Regolamento

### Formula
La formula ha previsto: 
- Prima fase, disputata con girone all'italiana: le prime due classificate del girone A e C hanno acceduto al girone E e le prime due classificate del girone B e D hanno acceduto al girone F, mentre le ultime due classificate del girone A e C hanno acceduto al girone G e le ultime due classificate del girone B e D hanno acceduto al girone H.
- Seconda fase, disputata con girone all'italiana: le prime due classificate del girone E e F hanno acceduto alla fase finale per il primo posto e le ultime due classificate del girone E e F hanno acceduto alla fase finale per il quinto posto, mentre le prime due classificate del girone G e H hanno acceduto alla fase finale per il nono posto e le ultime due classificate del girone G e H hanno acceduto alla fase finale per il tredicesimo posto.
- Fase finale, disputata con:
  - Fase finale per il primo posto, giocata con semifinali, finale per il terzo posto e finale.
  - Fase finale per il quinto posto, giocata con semifinali, finale per il settimo posto e finale per il quinto posto.
  - Fase finale per il nono posto, giocata con semifinali, finale per l'undicesimo posto e finale per il nono posto.
  - Fase finale per il tredicesimo posto, giocata con semifinali, finale per il quindicesimo posto e finale per il tredicesimo posto.

### Criteri di classifica
Se il risultato finale è stato di 3-0 o 3-1 sono stati assegnati 3 punti alla squadra vincente e 0 a quella sconfitta, se il risultato finale è stato di 3-2 sono stati assegnati 2 punti alla squadra vincente e 1 a quella sconfitta.
L'ordine del posizionamento in classifica è stato definito in base a:
- Numero di partite vinte;
- Punti;
- Ratio dei set vinti/persi;
- Ratio dei punti realizzati/subiti;
- Risultati degli scontri diretti.

## Squadre partecipanti
| Squadra       | Qualificazione                                      | Ultima partecipazione |
| ------------- | --------------------------------------------------- | --------------------- |
| Argentina     | 2ª nel CSV Ranking                                  | Bahrein 2019          |
| Bahrein       | 11ª nel FIVB World Rankings                         | Bahrein 2019          |
| Belgio        | 3ª al campionato europeo under 20 2020              | Brasile 2011          |
| Brasile       | 1ª nel CSV Ranking                                  | Bahrein 2019          |
| Bulgaria      | Paese organizzatore                                 | Brasile 2011          |
| Camerun       | 2ª al campionato africano under 21 2020             | Debutto               |
| Canada        | 2ª nel NORCECA Ranking                              | Bahrein 2019          |
| Cina          | 6ª nel FIVB World Rankings                          | Bahrein 2019          |
| Corea del Sud | 2ª al campionato asiatico e oceaniano under 20 2018 | Bahrein 2019          |
| Cuba          | 1ª nel NORCECA Ranking                              | Bahrein 2019          |
| Egitto        | 1ª al campionato africano under 21 2020             | Bahrein 2019          |
| Iran          | 1ª al campionato asiatico e oceaniano under 20 2018 | Bahrein 2019          |
| Italia        | Paese organizzatore                                 | Bahrein 2019          |
| Marocco       | 10ª nel FIVB World Rankings                         | Bahrein 2019          |
| Polonia       | 14ª nel FIVB World Rankings                         | Bahrein 2019          |
| Rep. Ceca     | 12ª nel FIVB World Rankings                         | Bahrein 2019          |
| Russia        | 1ª al campionato europeo under 20 2020              | Bahrein 2019          |
| Thailandia    | 3ª al campionato asiatico e oceaniano under 20 2018 | Thailandia 1999       |

## Torneo

### Prima fase
| Girone A   | Girone B | Girone C  | Girone D |
| ---------- | -------- | --------- | -------- |
| Egitto     | Bahrein  | Argentina | Brasile  |
| Italia     | Bulgaria | Belgio    | Camerun  |
| Rep. Ceca  | Cuba     | Iran      | Canada   |
| Thailandia | Polonia  | Marocco   | Russia   |

#### Girone A

##### Risultati
| 23 settembre 2021 PalaPirastu, Cagliari Durata: 1h:58 - Spettatori: 200 | Rep. Ceca  | 3 - 1 | Egitto     | 25-20, 25-16, 29-31, 25-23 |
| 23 settembre 2021 PalaPirastu, Cagliari Durata: 1h:04 - Spettatori: 620 | Thailandia | 0 - 3 | Italia     | 12-25, 15-25, 13-25        |
| 24 settembre 2021 PalaPirastu, Cagliari Durata: 1h:09 - Spettatori: 250 | Rep. Ceca  | 3 - 0 | Thailandia | 25-16, 25-16, 25-15        |
| 24 settembre 2021 PalaPirastu, Cagliari Durata: 1h:12 - Spettatori: 640 | Egitto     | 0 - 3 | Italia     | 13-25, 22-25, 14-25        |
| 25 settembre 2021 PalaPirastu, Cagliari Durata: 2h:09 - Spettatori: 480 | Egitto     | 1 - 3 | Thailandia | 25-18, 23-25, 22-25, 25-27 |
| 25 settembre 2021 PalaPirastu, Cagliari Durata: 1h:12 - Spettatori: 790 | Italia     | 3 - 0 | Rep. Ceca  | 25-16, 25-15, 25-20        |

##### Classifica
| Pos. | Squadra    | Pt | G | V | P | SV | SP | Ratio | PF  | PS  | Ratio |
| ---- | ---------- | -- | - | - | - | -- | -- | ----- | --- | --- | ----- |
| 1.   | Italia     | 9  | 3 | 3 | 0 | 9  | 0  | MAX   | 225 | 140 | 1,607 |
| 2.   | Rep. Ceca  | 6  | 3 | 2 | 1 | 6  | 4  | 1,500 | 230 | 212 | 1,084 |
| 3.   | Thailandia | 3  | 3 | 1 | 2 | 3  | 7  | 0,428 | 182 | 245 | 0,742 |
| 4.   | Egitto     | 0  | 3 | 0 | 3 | 2  | 9  | 0,222 | 234 | 274 | 0,854 |

      Qualificata al girone E.
      Qualificata al girone G.

#### Girone B

##### Risultati
| 23 settembre 2021 Sportna Zala Levski Sofija, Sofia Durata: 1h:42 - Spettatori: ? | Cuba     | 1 - 3 | Polonia  | 16-25, 19-25, 25-18, 19-25 |
| 23 settembre 2021 Sportna Zala Levski Sofija, Sofia Durata: 1h:15 - Spettatori: ? | Bulgaria | 3 - 0 | Bahrein  | 25-21, 25-21, 25-23        |
| 24 settembre 2021 Sportna Zala Levski Sofija, Sofia Durata: 1h:17 - Spettatori: ? | Polonia  | 3 - 0 | Bahrein  | 25-21, 25-20, 25-21        |
| 24 settembre 2021 Sportna Zala Levski Sofija, Sofia Durata: 1h:13 - Spettatori: ? | Cuba     | 0 - 3 | Bulgaria | 21-25, 22-25, 21-25        |
| 25 settembre 2021 Sportna Zala Levski Sofija, Sofia Durata: 1h:41 - Spettatori: ? | Bahrein  | 1 - 3 | Cuba     | 25-19, 20-25, 18-25, 21-25 |
| 25 settembre 2021 Sportna Zala Levski Sofija, Sofia Durata: 1h:51 - Spettatori: ? | Polonia  | 3 - 1 | Bulgaria | 29-27, 25-19, 23-25, 25-19 |

##### Classifica
| Pos. | Squadra  | Pt | G | V | P | SV | SP | Ratio | PF  | PS  | Ratio |
| ---- | -------- | -- | - | - | - | -- | -- | ----- | --- | --- | ----- |
| 1.   | Polonia  | 9  | 3 | 3 | 0 | 9  | 2  | 4,500 | 270 | 231 | 1,168 |
| 2.   | Bulgaria | 6  | 3 | 2 | 1 | 7  | 3  | 2,333 | 240 | 231 | 1,038 |
| 3.   | Cuba     | 3  | 3 | 1 | 2 | 4  | 7  | 0,571 | 237 | 252 | 0,940 |
| 4.   | Bahrein  | 0  | 3 | 0 | 3 | 1  | 9  | 0,111 | 211 | 244 | 0,864 |

      Qualificata al girone F.
      Qualificata al girone H.

#### Girone C

##### Risultati
| 23 settembre 2021 Palazzetto dello Sport, Carbonia Durata: 1h:18 - Spettatori: 100 | Argentina | 3 - 0 | Marocco | 25-13, 25-16, 25-23               |
| 23 settembre 2021 Palazzetto dello Sport, Carbonia Durata: 2h:35 - Spettatori: 75  | Belgio    | 3 - 2 | Iran    | 25-20, 25-23, 26-28, 26-28, 15-8  |
| 24 settembre 2021 Palazzetto dello Sport, Carbonia Durata: 1h:10 - Spettatori: 55  | Marocco   | 0 - 3 | Belgio  | 16-25, 12-25, 16-25               |
| 24 settembre 2021 Palazzetto dello Sport, Carbonia Durata: 2h:33 - Spettatori: 50  | Argentina | 3 - 2 | Iran    | 25-20, 20-25, 24-26, 25-18, 19-17 |
| 25 settembre 2021 Palazzetto dello Sport, Carbonia Durata: 2h:03 - Spettatori: 200 | Argentina | 1 - 3 | Belgio  | 19-25, 17-25, 25-23, 20-25        |
| 25 settembre 2021 Palazzetto dello Sport, Carbonia Durata: 1h:14 - Spettatori: 100 | Iran      | 3 - 0 | Marocco | 25-5, 25-21, 25-15                |

##### Classifica
| Pos. | Squadra   | Pt | G | V | P | SV | SP | Ratio | PF  | PS  | Ratio |
| ---- | --------- | -- | - | - | - | -- | -- | ----- | --- | --- | ----- |
| 1.   | Belgio    | 8  | 3 | 3 | 0 | 9  | 3  | 3,000 | 290 | 232 | 1,250 |
| 2.   | Argentina | 5  | 3 | 2 | 1 | 7  | 5  | 1,400 | 269 | 256 | 1,050 |
| 3.   | Iran      | 5  | 3 | 1 | 2 | 7  | 6  | 1,166 | 288 | 271 | 1,062 |
| 4.   | Marocco   | 0  | 3 | 0 | 3 | 0  | 9  | 0,000 | 137 | 225 | 0,608 |

      Qualificata al girone E.
      Qualificata al girone G.

#### Girone D

##### Risultati
| 23 settembre 2021 Sportna Zala Levski Sofija, Sofia Durata: 0h:00 - Spettatori: 0 | Camerun | 0 - 3 | Canada  | 0-25, 0-25, 0-25                 |
| 23 settembre 2021 Sportna Zala Levski Sofija, Sofia Durata: 1h:58 - Spettatori: ? | Russia  | 3 - 2 | Brasile | 16-25, 25-22, 23-25, 25-21, 15-9 |
| 24 settembre 2021 Sportna Zala Levski Sofija, Sofia Durata: 0h:00 - Spettatori: 0 | Camerun | 0 - 3 | Russia  | 0-25, 0-25, 0-25                 |
| 24 settembre 2021 Sportna Zala Levski Sofija, Sofia Durata: 1h:18 - Spettatori: ? | Canada  | 0 - 3 | Brasile | 22-25, 21-25, 18-25              |
| 25 settembre 2021 Sportna Zala Levski Sofija, Sofia Durata: 0h:00 - Spettatori: 0 | Brasile | 3 - 0 | Camerun | 25-0, 25-0, 25-0                 |
| 25 settembre 2021 Sportna Zala Levski Sofija, Sofia Durata: 1h:33 - Spettatori: ? | Canada  | 1 - 3 | Russia  | 13-25, 22-25, 25-21, 22-25       |

##### Classifica
| Pos. | Squadra | Pt | G | V | P | SV | SP | Ratio | PF  | PS  | Ratio |
| ---- | ------- | -- | - | - | - | -- | -- | ----- | --- | --- | ----- |
| 1.   | Russia  | 8  | 3 | 3 | 0 | 9  | 3  | 3,000 | 275 | 184 | 1,494 |
| 2.   | Brasile | 7  | 3 | 2 | 1 | 8  | 3  | 2,666 | 252 | 165 | 1,527 |
| 3.   | Canada  | 3  | 3 | 1 | 2 | 4  | 6  | 0,666 | 218 | 171 | 1,274 |
| 4.   | Camerun | 0  | 3 | 0 | 3 | 0  | 9  | 0,000 | 0   | 225 | 0,000 |

      Qualificata al girone F.
      Qualificata al girone H.

### Seconda fase
| Girone E  | Girone F | Girone G   | Girone H |
| --------- | -------- | ---------- | -------- |
| Argentina | Brasile  | Egitto     | Bahrein  |
| Belgio    | Bulgaria | Iran       | Camerun  |
| Italia    | Polonia  | Marocco    | Canada   |
| Rep. Ceca | Russia   | Thailandia | Cuba     |

#### Girone E

##### Risultati
| 27 settembre 2021 PalaPirastu, Cagliari Durata: 2h:00 - Spettatori: 210 | Rep. Ceca | 3 - 2 | Belgio    | 14-25, 22-25, 25-23, 25-18, 15-12 |
| 27 settembre 2021 PalaPirastu, Cagliari Durata: 1h:37 - Spettatori: 740 | Italia    | 3 - 0 | Argentina | 25-22, 26-24, 25-20               |
| 28 settembre 2021 PalaPirastu, Cagliari Durata: 1h:55 - Spettatori: 210 | Belgio    | 1 - 3 | Argentina | 21-25, 25-23, 19-25, 21-25        |
| 28 settembre 2021 PalaPirastu, Cagliari Durata: 1h:10 - Spettatori: 400 | Italia    | 3 - 0 | Rep. Ceca | 25-19, 25-18, 25-15               |
| 29 settembre 2021 PalaPirastu, Cagliari Durata: 2h:08 - Spettatori: 250 | Rep. Ceca | 2 - 3 | Argentina | 25-22, 22-25, 17-25, 25-22, 13-15 |
| 29 settembre 2021 PalaPirastu, Cagliari Durata: 1h:18 - Spettatori: 800 | Italia    | 3 - 0 | Belgio    | 25-17, 25-23, 27-25               |

##### Classifica
| Pos. | Squadra   | Pt | G | V | P | SV | SP | Ratio | PF  | PS  | Ratio |
| ---- | --------- | -- | - | - | - | -- | -- | ----- | --- | --- | ----- |
| 1.   | Italia    | 9  | 3 | 3 | 0 | 9  | 0  | MAX   | 228 | 183 | 1,245 |
| 2.   | Argentina | 5  | 3 | 2 | 1 | 6  | 6  | 1,000 | 273 | 264 | 1,034 |
| 3.   | Rep. Ceca | 3  | 3 | 1 | 2 | 5  | 8  | 0,625 | 255 | 287 | 0,888 |
| 4.   | Belgio    | 1  | 3 | 0 | 3 | 3  | 9  | 0,333 | 254 | 276 | 0,920 |

      Qualificata alle semifinali per il primo posto.
      Qualificata alle semifinali per il quinto posto.

#### Girone F

##### Risultati
| 27 settembre 2021 Sportna Zala Levski Sofija, Sofia Durata: 2h:02 - Spettatori: ? | Polonia  | 3 - 1 | Brasile  | 28-26, 25-23, 19-25, 25-23        |
| 27 settembre 2021 Sportna Zala Levski Sofija, Sofia Durata: 1h:12 - Spettatori: ? | Bulgaria | 0 - 3 | Russia   | 21-25, 22-25, 19-25               |
| 28 settembre 2021 Sportna Zala Levski Sofija, Sofia Durata: 1h:29 - Spettatori: ? | Russia   | 3 - 0 | Brasile  | 27-25, 25-21, 31-29               |
| 28 settembre 2021 Sportna Zala Levski Sofija, Sofia Durata: 2h:11 - Spettatori: ? | Polonia  | 3 - 2 | Bulgaria | 21-25, 23-25, 25-22, 25-22, 15-12 |
| 29 settembre 2021 Sportna Zala Levski Sofija, Sofia Durata: 1h:47 - Spettatori: ? | Polonia  | 1 - 3 | Russia   | 23-25, 25-17, 18-25, 20-25        |
| 29 settembre 2021 Sportna Zala Levski Sofija, Sofia Durata: 1h:09 - Spettatori: ? | Bulgaria | 0 - 3 | Brasile  | 14-25, 22-25, 15-25               |

##### Classifica
| Pos. | Squadra  | Pt | G | V | P | SV | SP | Ratio | PF  | PS  | Ratio |
| ---- | -------- | -- | - | - | - | -- | -- | ----- | --- | --- | ----- |
| 1.   | Russia   | 9  | 3 | 3 | 0 | 9  | 1  | 9,000 | 250 | 223 | 1,121 |
| 2.   | Polonia  | 7  | 3 | 2 | 1 | 7  | 6  | 1,166 | 292 | 295 | 0,989 |
| 3.   | Brasile  | 4  | 3 | 1 | 2 | 4  | 6  | 0,666 | 247 | 231 | 1,069 |
| 4.   | Bulgaria | 2  | 3 | 0 | 3 | 2  | 9  | 0,222 | 219 | 259 | 0,845 |

      Qualificata alle semifinali per il primo posto.
      Qualificata alle semifinali per il quinto posto.

#### Girone G

##### Risultati
| 27 settembre 2021 Palazzetto dello Sport, Carbonia Durata: 1h:11 - Spettatori: 50 | Thailandia | 3 - 0 | Marocco | 25-12, 25-15, 25-22        |
| 27 settembre 2021 Palazzetto dello Sport, Carbonia Durata: 1h:28 - Spettatori: 40 | Egitto     | 0 - 3 | Iran    | 22-25, 23-25, 20-25        |
| 28 settembre 2021 Palazzetto dello Sport, Carbonia Durata: 1h:07 - Spettatori: 20 | Iran       | 3 - 0 | Marocco | 25-9, 25-14, 25-13         |
| 28 settembre 2021 Palazzetto dello Sport, Carbonia Durata: 2h:00 - Spettatori: 20 | Thailandia | 3 - 1 | Egitto  | 25-23, 25-23, 18-25, 25-23 |
| 29 settembre 2021 Palazzetto dello Sport, Carbonia Durata: 1h:40 - Spettatori: 25 | Egitto     | 3 - 1 | Marocco | 22-25, 25-12, 25-19, 25-19 |
| 29 settembre 2021 Palazzetto dello Sport, Carbonia Durata: 1h:17 - Spettatori: 45 | Thailandia | 0 - 3 | Iran    | 18-25, 12-25, 22-25        |

##### Classifica
| Pos. | Squadra    | Pt | G | V | P | SV | SP | Ratio | PF  | PS  | Ratio |
| ---- | ---------- | -- | - | - | - | -- | -- | ----- | --- | --- | ----- |
| 1.   | Iran       | 9  | 3 | 3 | 0 | 9  | 0  | MAX   | 225 | 153 | 1,470 |
| 2.   | Thailandia | 6  | 3 | 2 | 1 | 6  | 4  | 1,500 | 220 | 218 | 1,009 |
| 3.   | Egitto     | 4  | 3 | 1 | 2 | 4  | 7  | 0,571 | 256 | 243 | 1,053 |
| 4.   | Marocco    | 1  | 3 | 0 | 3 | 1  | 9  | 0,111 | 160 | 247 | 0,647 |

      Qualificata alle semifinali per il nono posto.
      Qualificata alle semifinali per il tredicesimo posto.

#### Girone H

##### Risultati
| 27 settembre 2021 Sportna Zala Levski Sofija, Sofia Durata: 0h:00 - Spettatori: 0 | Cuba    | 3 - 0 | Camerun | 25-0, 25-0, 25-0           |
| 27 settembre 2021 Sportna Zala Levski Sofija, Sofia Durata: 1h:13 - Spettatori: ? | Bahrein | 0 - 3 | Canada  | 22-25, 21-25, 17-25        |
| 28 settembre 2021 Sportna Zala Levski Sofija, Sofia Durata: 0h:00 - Spettatori: 0 | Canada  | 3 - 0 | Camerun | 0-25, 0-25, 0-25           |
| 28 settembre 2021 Sportna Zala Levski Sofija, Sofia Durata: 1h:59 - Spettatori: ? | Cuba    | 3 - 1 | Bahrein | 26-28, 25-21, 27-25, 25-23 |
| 29 settembre 2021 Sportna Zala Levski Sofija, Sofia Durata: 0h:00 - Spettatori: 0 | Bahrein | 3 - 0 | Camerun | 25-0, 25-0, 25-0           |
| 29 settembre 2021 Sportna Zala Levski Sofija, Sofia Durata: 1h:18 - Spettatori: ? | Cuba    | 0 - 3 | Canada  | 21-25, 21-25, 17-25        |

##### Classifica
| Pos. | Squadra | Pt | G | V | P | SV | SP | Ratio | PF  | PS  | Ratio |
| ---- | ------- | -- | - | - | - | -- | -- | ----- | --- | --- | ----- |
| 1.   | Canada  | 9  | 3 | 3 | 0 | 9  | 0  | MAX   | 225 | 119 | 1,890 |
| 2.   | Cuba    | 6  | 3 | 2 | 1 | 6  | 4  | 1,500 | 237 | 172 | 1,377 |
| 3.   | Bahrein | 3  | 3 | 1 | 2 | 4  | 6  | 0,666 | 232 | 178 | 1,303 |
| 4.   | Camerun | 0  | 3 | 0 | 3 | 0  | 9  | 0,000 | 0   | 225 | 0,000 |

      Qualificata alle semifinali per il nono posto.
      Qualificata alle semifinali per il tredicesimo posto.

### Fase finale

#### Finali 1º e 3º posto
|  | Semifinali | Semifinali | Semifinali |                 |    | Finale | Finale    | Finale |
|  |            |            |            |                 |    |        |           |        |
|  | 1F         | Russia     | 3          |                 |    |        |           |        |
|  | 1F         | Russia     | 3          |                 |    |        |           |        |
|  | 2E         | Argentina  | 0          |                 |    |        |           |        |
|  | 2E         | Argentina  | 0          |                 | 1F | Russia | 0         |        |
|  |            |            |            |                 | 1F | Russia | 0         |        |
|  |            |            |            |                 |    | 1E     | Italia    | 3      |
|  | 1E         | Italia     | 3          |                 |    | 1E     | Italia    | 3      |
|  | 1E         | Italia     | 3          |                 |    |        |           |        |
|  | 2F         | Polonia    | 2          |                 |    |        |           |        |
|  | 2F         | Polonia    | 2          | Finale 3° posto |    |        |           |        |
|  |            |            |            |                 |    |        |           |        |
|  |            |            |            |                 |    | 2E     | Argentina | 0      |
|  |            |            |            |                 |    | 2E     | Argentina | 0      |
|  |            |            |            |                 |    | 2F     | Polonia   | 3      |

##### Semifinali
| 2 ottobre 2021 PalaPirastu, Cagliari Durata: 1h:32 - Spettatori: 550 | Russia | 3 - 0 | Argentina | 27-25, 28-26, 25-17               |
| 2 ottobre 2021 PalaPirastu, Cagliari Durata: 2h:08 - Spettatori: 800 | Italia | 3 - 2 | Polonia   | 20-25, 20-25, 25-11, 25-20, 15-12 |

##### Finale 3º posto
| 3 ottobre 2021 PalaPirastu, Cagliari Durata: 1h:22 - Spettatori: 800 | Argentina | 0 - 3 | Polonia | 16-25, 14-25, 19-25 |

##### Finale
| 3 ottobre 2021 PalaPirastu, Cagliari Durata: 1h:23 - Spettatori: 800 | Russia | 0 - 3 | Italia | 19-25, 22-25, 20-25 |

#### Finali 5º e 7º posto
|  | Semifinali | Semifinali | Semifinali |                 |    | Finale 5º posto | Finale 5º posto | Finale 5º posto |
|  |            |            |            |                 |    |                 |                 |                 |
|  | 3E         | Rep. Ceca  | 1          |                 |    |                 |                 |                 |
|  | 3E         | Rep. Ceca  | 1          |                 |    |                 |                 |                 |
|  | 4F         | Bulgaria   | 3          |                 |    |                 |                 |                 |
|  | 4F         | Bulgaria   | 3          |                 | 4F | Bulgaria        | 1               |                 |
|  |            |            |            |                 | 4F | Bulgaria        | 1               |                 |
|  |            |            |            |                 |    | 4E              | Belgio          | 3               |
|  | 3F         | Brasile    | 1          |                 |    | 4E              | Belgio          | 3               |
|  | 3F         | Brasile    | 1          |                 |    |                 |                 |                 |
|  | 4E         | Belgio     | 3          |                 |    |                 |                 |                 |
|  | 4E         | Belgio     | 3          | Finale 7º posto |    |                 |                 |                 |
|  |            |            |            |                 |    |                 |                 |                 |
|  |            |            |            |                 |    | 3E              | Rep. Ceca       | 0               |
|  |            |            |            |                 |    | 3E              | Rep. Ceca       | 0               |
|  |            |            |            |                 |    | 3F              | Brasile         | 3               |

##### Semifinali
| 2 ottobre 2021 Palazzetto dello Sport, Carbonia Durata: 2h:01 - Spettatori: 45  | Rep. Ceca | 1 - 3 | Bulgaria | 26-24, 22-25, 22-25, 23-25 |
| 2 ottobre 2021 Palazzetto dello Sport, Carbonia Durata: 2h:07 - Spettatori: 110 | Brasile   | 1 - 3 | Belgio   | 25-19, 24-26, 21-25, 23-25 |

##### Finale 7º posto
| 3 ottobre 2021 Palazzetto dello Sport, Carbonia Durata: 1h:15 - Spettatori: 45 | Rep. Ceca | 0 - 3 | Brasile | 13-25, 21-25, 15-25 |

##### Finale 5º posto
| 3 ottobre 2021 Palazzetto dello Sport, Carbonia Durata: 1h:56 - Spettatori: 100 | Bulgaria | 1 - 3 | Belgio | 25-19, 22-25, 20-25, 23-25 |

#### Finali 9º e 11º posto
|  | Semifinali | Semifinali | Semifinali |                  |    | Finale 9º posto | Finale 9º posto | Finale 9º posto |
|  |            |            |            |                  |    |                 |                 |                 |
|  | 1H         | Canada     | 3          |                  |    |                 |                 |                 |
|  | 1H         | Canada     | 3          |                  |    |                 |                 |                 |
|  | 2G         | Thailandia | 0          |                  |    |                 |                 |                 |
|  | 2G         | Thailandia | 0          |                  | 1H | Canada          | 1               |                 |
|  |            |            |            |                  | 1H | Canada          | 1               |                 |
|  |            |            |            |                  |    | 1G              | Iran            | 3               |
|  | 1G         | Iran       | 3          |                  |    | 1G              | Iran            | 3               |
|  | 1G         | Iran       | 3          |                  |    |                 |                 |                 |
|  | 2H         | Cuba       | 1          |                  |    |                 |                 |                 |
|  | 2H         | Cuba       | 1          | Finale 11º posto |    |                 |                 |                 |
|  |            |            |            |                  |    |                 |                 |                 |
|  |            |            |            |                  |    | 2G              | Thailandia      | 1               |
|  |            |            |            |                  |    | 2G              | Thailandia      | 1               |
|  |            |            |            |                  |    | 2H              | Cuba            | 3               |

##### Semifinali
| 2 ottobre 2021 Sportna Zala Levski Sofija, Sofia Durata: 1h:07 - Spettatori: ? | Canada | 3 - 0 | Thailandia | 25-20, 25-16, 25-17        |
| 2 ottobre 2021 Sportna Zala Levski Sofija, Sofia Durata: 1h:44 - Spettatori: ? | Iran   | 3 - 1 | Cuba       | 25-15, 25-19, 17-25, 25-23 |

##### Finale 11º posto
| 3 ottobre 2021 Sportna Zala Levski Sofija, Sofia Durata: 1h:51 - Spettatori: ? | Thailandia | 1 - 3 | Cuba | 37-35, 18-25, 16-25, 23-25 |

##### Finale 9º posto
| 3 ottobre 2021 Sportna Zala Levski Sofija, Sofia Durata: 1h:39 - Spettatori: ? | Canada | 1 - 3 | Iran | 17-25, 21-25, 27-25, 15-25 |

#### Finali 13º e 15º posto
|  | Semifinali | Semifinali | Semifinali |                  |    | Finale 13º posto | Finale 13º posto | Finale 13º posto |
|  |            |            |            |                  |    |                  |                  |                  |
|  | 3G         | Egitto     | 3          |                  |    |                  |                  |                  |
|  | 3G         | Egitto     | 3          |                  |    |                  |                  |                  |
|  | 4H         | Camerun    | 0          |                  |    |                  |                  |                  |
|  | 4H         | Camerun    | 0          |                  | 3G | Egitto           | 3                |                  |
|  |            |            |            |                  | 3G | Egitto           | 3                |                  |
|  |            |            |            |                  |    | 3H               | Bahrein          | 2                |
|  | 3H         | Bahrein    | 3          |                  |    | 3H               | Bahrein          | 2                |
|  | 3H         | Bahrein    | 3          |                  |    |                  |                  |                  |
|  | 4G         | Marocco    | 0          |                  |    |                  |                  |                  |
|  | 4G         | Marocco    | 0          | Finale 15º posto |    |                  |                  |                  |
|  |            |            |            |                  |    |                  |                  |                  |
|  |            |            |            |                  |    | 4H               | Camerun          | 0                |
|  |            |            |            |                  |    | 4H               | Camerun          | 0                |
|  |            |            |            |                  |    | 4G               | Marocco          | 3                |

##### Semifinali
| 2 ottobre 2021 Sportna Zala Levski Sofija, Sofia Durata: 0h:00 - Spettatori: 0 | Egitto  | 3 - 0 | Camerun | 25-0, 25-0, 25-0    |
| 2 ottobre 2021 Sportna Zala Levski Sofija, Sofia Durata: 1h:13 - Spettatori: ? | Bahrein | 3 - 0 | Marocco | 25-21, 25-13, 25-22 |

##### Finale 15º posto
| 3 ottobre 2021 Sportna Zala Levski Sofija, Sofia Durata: 0h:00 - Spettatori: 0 | Camerun | 0 - 3 | Marocco | 0-25, 0-25, 0-25 |

##### Finale 13º posto
| 3 ottobre 2021 Sportna Zala Levski Sofija, Sofia Durata: 2h:05 - Spettatori: ? | Egitto | 3 - 2 | Bahrein | 26-28, 26-24, 22-25, 25-16, 15-9 |

## Classifica finale
| Pos | Squadra    | Rosa |
| --- | ---------- | --- |
|     | Italia     | Formazione: 1 Catania, 2 Ferrato, 3 Comparoni, 4 Crosato, 5 Michieletto, 7 Gottardo, 9 Stefani, 11 Schiro, 14 Magalini, 15 Rinaldi, 16 Porro, 18 Cianciotta, CT: Frigoni      |
|     | Russia     | Formazione: 1 Anoško, 4 Bražnjuk, 6 Dinejkin, 7 Ionov, 8 Kazačenkov, 9 Kurbanov, 10 Muraško, 12 Fëdorov, 14 Romanovskij, 15 Jucevič, 17 Vyšnikov, 20 Morozov, CT: Nikolaev    |
|     | Polonia    | Formazione: 4 Kraut, 5 Strulak, 8 Pawlun, 9 Czerwiński, 10 Gomułka, 12 Urbanowicz, 13 Markiewicz, 14 Gierzot, 18 Nowowsiak, 19 Dulski, 42 Gniecki, 47 Kwasigroch, CT: Pliński |
| 4.  | Argentina  | |
| 5.  | Belgio     | |
| 6.  | Bulgaria   | |
| 7.  | Brasile    | |
| 8.  | Rep. Ceca  | |
| 9.  | Iran       | |
| 10. | Canada     | |
| 11. | Cuba       | |
| 12. | Thailandia | |
| 13. | Egitto     | |
| 14. | Bahrein    | |
| 15. | Marocco    | |
| 16. | Camerun    | |

## Premi individuali
| Premio                | Nome                   | Squadra   |
| --------------------- | ---------------------- | --------- |
| MVP                   | Alessandro Michieletto | Italia    |
| Miglior palleggiatore | Paolo Porro            | Italia    |
| Miglior opposto       | Roman Murashko         | Russia    |
| Miglior schiacciatore | Manuel Armoa           | Argentina |
| Miglior schiacciatore | Tommaso Rinaldi        | Italia    |
| Miglior centrale      | Karol Urbanowicz       | Polonia   |
| Miglior centrale      | Nicola Ciancotta       | Italia    |
| Miglior libero        | Damiano Catania        | Italia    |

## Statistiche
| Rendimento individuale | Rendimento individuale | Rendimento individuale | Rendimento individuale |
| Pos.                   | Nome                   | Punti                  | Squadra                |
| ---------------------- | ---------------------- | ---------------------- | ---------------------- |
| 1                      | Seppe Rotty            | 137                    | Belgio                 |
| 2                      | Ferre Reggers          | 128                    | Belgio                 |
| 3                      | Manuel Armoa           | 127                    | Argentina              |
| 4                      | Aleksandăr Nikolov     | 125                    | Bulgaria               |
| 5                      | Abdelrahman Elhossiny  | 119                    | Egitto                 |
| 6                      | Sayed Ebrahim          | 118                    | Bahrein                |
| 7                      | Sutthiphong Donlakkham | 115                    | Thailandia             |
| 8                      | Darlan Ferreira        | 112                    | Brasile                |
| 9                      | Dawid Dulski           | 108                    | Polonia                |
| 10                     | Tommaso Stefani        | 104                    | Italia                 |

| Attacchi vincenti | Attacchi vincenti      | Attacchi vincenti | Attacchi vincenti |
| Pos.              | Nome                   | Punti             | Squadra           |
| ----------------- | ---------------------- | ----------------- | ----------------- |
| 1                 | Seppe Rotty            | 119               | Belgio            |
| 2                 | Manuel Armoa           | 108               | Argentina         |
| 3                 | Abdelrahman Elhossiny  | 106               | Egitto            |
| 4                 | Sutthiphong Donlakkham | 101               | Thailandia        |
| 4                 | Ferre Reggers          | 101               | Belgio            |
| 6                 | Aleksandăr Nikolov     | 99                | Bulgaria          |
| 6                 | Sayed Ebrahim          | 99                | Bahrein           |
| 8                 | Darlan Ferreira        | 97                | Brasile           |
| 9                 | Dawid Dulski           | 96                | Polonia           |
| 10                | Alexei Ramírez         | 93                | Cuba              |
| 10                | Valentino Vidoni       | 93                | Argentina         |

| Muri vincenti | Muri vincenti         | Muri vincenti | Muri vincenti |
| Pos.          | Nome                  | Punti         | Squadra       |
| ------------- | --------------------- | ------------- | ------------- |
| 1             | Lennert Van Elsen     | 28            | Belgio        |
| 2             | Karol Urbanowicz      | 24            | Polonia       |
| 3             | Alejandro González    | 21            | Cuba          |
| 4             | Jakub Klajmon         | 20            | Rep. Ceca     |
| 4             | Mahdi Jelveh          | 20            | Iran          |
| 6             | Wout D'Heer           | 19            | Belgio        |
| 7             | Samuil Valchinov      | 17            | Bulgaria      |
| 8             | Nicola Cianciotta     | 16            | Italia        |
| 8             | Jakub Strulak         | 16            | Polonia       |
| 10            | Detchawat Jaengsawang | 15            | Thailandia    |

| Battute vincenti | Battute vincenti       | Battute vincenti | Battute vincenti |
| Pos.             | Nome                   | Punti            | Squadra          |
| ---------------- | ---------------------- | ---------------- | ---------------- |
| 1                | Amir Toukhteh          | 21               | Iran             |
| 1                | Aleksandăr Nikolov     | 21               | Bulgaria         |
| 3                | Tommaso Stefani        | 15               | Italia           |
| 4                | Ferre Reggers          | 13               | Belgio           |
| 5                | Stanislav Dineykin     | 12               | Russia           |
| 6                | José Miguel Gutiérrez  | 11               | Cuba             |
| 6                | Roman Murashko         | 11               | Russia           |
| 8                | Amin Khajeh            | 10               | Iran             |
| 9                | Petr Spulak            | 9                | Rep. Ceca        |
| 9                | Matous Drahonovsky     | 9                | Rep. Ceca        |
| 9                | Sutthiphong Donlakkham | 9                | Thailandia       |
| 9                | Omar Kurbanov          | 9                | Russia           |